# Eluned King
Eluned King (* 1. August 2002 in Swansea) ist eine britische Radsportlerin aus Wales, die Rennen auf Bahn und Straße fährt.

## Sportlicher Werdegang
Seit 2011 ist Eluned King im Leistungsradsport aktiv und startete für die Towy Riders erfolgreich bei ersten Rennen in der Mädchenklasse; unter anderem fuhr sie auf der Radrennbahn Carmarthen Park. 2017 wurde sie walisische Meisterin der Mädchen unter 16 Jahren, bei den nationalen Meisterschaften belegte sie Rang drei. Vorrangig bestritt sie Cyclocross- und Straßenrennen, ab 2018 auch Rennen auf der Bahn. 2019 wechselte sie zum Liv Cycling Club-Halo Films, 2021 zum Team Breeze. Ab 2022 startete sie für das UCI Women’s Continental Team Le Col-Wahoo.
2019 belegte King gemeinsam mit Ella Barnwell, Sophie Lewis und Elynor Bäckstedt bei den Junioren-Bahnweltmeisterschaften in der Mannschaftsverfolgung Platz drei, nachdem das Team in derselben Zusammensetzung kurz zuvor Junioren-Vizeeuropameister geworden war. Im Straßenrennen der Juniorinnen bei den Straßenradsport-Weltmeisterschaften 2019 kam sie als 20. ins Ziel. 2021 wurde sie in die Senior Academy von British Cycling aufgenommen und errang mit dem britischen U23-Team (Lewis, Barnwell und Abi Smith) bei den U23-Bahneuropameisterschaften die Silbermedaille. Im Jahr darauf konnte das britische U23-Team (mit Kate Richardson, King, Barnwell und Lewis) diesen zweiten Platz erneut erringen. King errang zudem eine zweite Silbermedaille mit Lewis im Zweier-Mannschaftsfahren. Ebenfalls 2022 ging King für Wales bei den Commonwealth Games in zwei Disziplinen an den Start: Im Straßenrennen wurde sie Achte, im Punktefahren auf der Bahn Dritte.

## Erfolge

### Bahn
2019
- Junioren-Weltmeisterschaft – Mannschaftsverfolgung (mit Ella Barnwell, Sophie Lewis und Elynor Bäckstedt)
- Junioren-Europameisterschaft – Mannschaftsverfolgung (mit Ella Barnwell, Sophie Lewis und Elynor Bäckstedt)

2021
- U23-Europameisterschaft – Mannschaftsverfolgung (mit Sophie Lewis, Ella Barnwell und Abi Smith)

2022
- U23-Europameisterschaft – Zweier-Mannschaftsfahren (mit Sophie Lewis), Mannschaftsverfolgung (mit Kate Richardson, Ella Barnwell und Sophie Lewis)
- Commonwealth Games – Punktefahren

### Straße
2019
- Britische Junioren-Meisterin – Straßenrennen